# Столив
Столив је двојно насеље на североисточној страни полуострва Врмац, наспрам Пераста. Горњи Столив смештен је у кестеновој шуми на надморској висини од 200 до 240 метара. Сачувао је своју изворну руралну физиономију. Данас има двадесетак становника, јер су многи током XVII и XVIII века насељавали „Ново село“, како су тада називали Доњи Столив. Горњи Столив је једно од ретких насеља сеоског типа које својим урбаним решењима подсећа на град. Насељем доминира црква св. Илије. Године 1721, Доњи Столив је добио статус поморског насеља.
Релативно мала температурна колебања током дана и током године погодују раном сазриевању воћа и успевању појединих врста цвећа, посебно камелија. У цркви св. Илије у Горњем и св. Марије у Доњем Столиву налази се неколико слика словеначког сликара Јосипа Томинца.
Највреднији  културни споменик је црква св. Базилија у Доњем Столиву, на локацији Марков Рт, са својим фрескама рађеним крајем XV века са ликовима светаца Источне и Западне цркве, са ћириличним и латиничним натписима, који говори о својеврсној симбиози источних и западних утицаја у средњовековном сликарству на овом подручју.